# أرنو نيومان
أرنو نيومان (بالألمانية: Arno Neumann)‏ (7 فبراير 1885 في ألمانيا - 6 مارس 1966 في ألمانيا) هو لاعب كرة قدم ألماني في مركز الهجوم. شارك مع منتخب ألمانيا لكرة القدم. أما مع النوادي، فقد لعب مع نادي درسدن ‏.

## وصلات خارجية
- أرنو نيومان على موقع قاعدة بيانات كرة القدم.إي يو (الإنجليزية)
- أرنو نيومان على موقع ناشيونال فوتبول تيمز (الإنجليزية)
- أرنو نيومان على موقع عالم كرة القدم.نت (الإنجليزية)